# Шести сазив Вијећа народа Републике Српске
Шести сазив Вијећа народа РС је конституисан 15. децембра 2022. године.

## Руководство
За председавајућу Вијећа народа изабрана је Сребренка Голић, док су за потпредседавајућег из реда српског народа изабран је Војислав Глигић, из реда хрватског народа изабрана је Нада Тешановић, а из реда Осталих народа изабран је Јована Чаркић. Док је за секретара Вијећа народа изабран је Небојша Згоњанин.
Председници клубова делегата су:
- Живко Марјанац, клуб делегата из реда српског народа
- Мијо Перкунић, клуб делегата из реда хрватског народа
- Амир Хуртић, клуб делегата из реда  бошњачког народа
- Франц Сошња, клуб делегата из реда осталих народа

## Делегати
Састав већа, по клубовима делегата је следећи:
| Клуб делегата                          | Члан клуба делегата | Члан клуба делегата |
| -------------------------------------- | --- | ------------------- |
| Клуб делегата из реда српског народа   | Огњен Жмирић Војислав Глигић Марија Топић Николић Драгутин Шкребић Никола Ковачевић Маринко Драгишић Љубиша Крунић Живко Марјанац |                     |
| Клуб делегата из реда хрватског народа | Јосип Јерковић Нада Тешановић Мирко Панџа Драгица Ковач Марко Јоргић Мијо Перкунић Мирјана Матановић Бундало Делфа Биберовић-Шур  |                     |
| Клуб делегата из реда бошњачког народа | Армин Хазмић Адил Османовић Алија Табаковић Џевад Махмутовић Игор Бошњак Сребренка Голић Аида Прешић Амир Хуртић                  |                     |
| Клуб делегата из реда осталих          | Јована Чаркић Данијел Пухалић Славиша Мркаја Франц Сошња                                                                          |                     |